# Can’t Stop Games
Can't Stop Games Sp. z o.o. – polskie przedsiębiorstwo zajmujące się produkcją społecznościowych gier MMO, utworzone w 2007 roku, z siedzibą we Wrocławiu.
W 2008 roku Artur Jaskólski i Ziemowit Poniewierski, założyciele firmy, pozyskali fundusze z Programu Operacyjnego Innowacyjna Gospodarka i rozpoczęli realizację pierwszego projektu – strategicznej gry fantasy dedykowanej portalom społecznościowym. W I kwartale 2010 roku ukończona produkcja pod nazwą Tanadu została zintegrowana z komunikatorem Gadu-Gadu, a także opublikowana na łamach portalu Game Desire, w ciągu miesiąca zyskując 100 tysięcy graczy w Polsce. W II kwartale 2010 roku grę uruchomiono na portalu społecznościowym Facebook. W I kwartale 2011 roku opublikowano na łamach komunikatora Gadu-Gadu i portalu Facebook drugi tytuł – Pirates Saga, który w połowie roku zyskał przeszło 2 miliony graczy i jako pierwsza polska produkcja społecznościowa uruchomiony został na terenie Chin kontynentalnych.
W 2012 roku spółka zdobyła prestiżową nagrodę Aulery, przyznawaną przez Aulę Polską najlepszym e-biznesom Europy Środkowo-Wschodniej. W konkursie startowało 60 firm. W tym samym roku Pirates Saga otrzymała tytuł najlepszej gry przeglądarkowej w plebiscycie Polish Game Awards.
Can't Stop Games jest członkiem założycielem multimedialnego klastra Creativo oraz członkiem wspierającym Polskiego Towarzystwa Badania Gier.
Spółka znajduje się w stanie upadłości majątkowej.